# Centre Memorial de l'Holocaust
El Centre Memorial de l'Holocaust de Budapest va ser inaugurat l'any 2004 arran del 60è aniversari de l'inici de l'Holocaust a Hongria. A l'exposició permanent s'hi documenta el transport, l'internament i l'extermini dels jueus, gitanos i altres minories hongareses als camps nazis com ara Auschwitz. L'edifici d'una antiga sinagoga de l'any 1924 forma part del complex d'aquest centre que també acull un arxiu i una biblioteca.
L'any 1939 es va introduir a Hongria un servei de treball forçat que afectava principalment la població jueva, però també molta gent d'esquerres i d'altres minories, com ara els gitanos. El nombre de víctimes jueves hongareses durant l'Holocaust excedeix el mig milió. La seva exterminació s'inicià molt abans de la primavera de 1944, quan es produí la deportació més massiva, i no va acabar fins al final de la Segona Guerra Mundial.